# Bushova doktrína

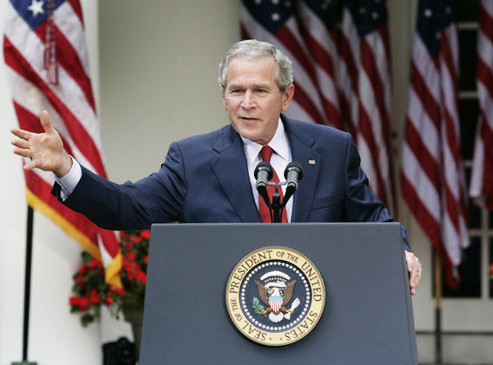
George W. Bush v roce 2006

Bushova doktrína (anglicky Bush Doctrine) je fráze používaná k souhrnnému popsání různých principů zahraniční politiky USA za vlády prezidenta George W. Bushe (2001–2009). Označení „Bushova doktrína“ se objevilo poprvé v létě 2001, ovšem masově se v americkém tisku ujalo až po teroristických útocích z 11. září t. r., kdy Bush přišel s tezí, že Spojené státy mají právo vyhranit se proti zemím, které pomáhají terorismu nebo které přechovávají teroristy (kterážto teze byla použita pro ospravedlnění zahájení války v Afghánistánu).
Později k Bushově doktríně připadly i další prvky, například:
- kontroverzní „politiky preventivní války“, která hlásá, že Spojené státy mají právo použít své prostředky (včetně vojenské akce) pro svržení státních režimů ostatních zemí, pokud jsou pro ně vnímány jako hrozba, a to i tehdy, pokud tato hrozba není bezprostřední
- koncepce celosvětového „šíření demokracie a svobody“, prezidentem Bushem vnímané jako „Boží dar lidstvu“[2] (zejména pak do regionu Blízkého východu)
- strategie boje s terorismem
- odhodlanost razit a uskutečňovat zájmy Spojených států amerických jednostranně[3][4]
- polarizace postoje k světu po 11. září (ztělesněná Bushovou větou „Buďto jste s námi, nebo jste s teroristy“)

Některé z těchto bodů byly kodifikovány do publikace National Security Strategy of the United States (Národní bezpečnostní strategie Spojených států) na sněmu národní bezpečnosti dne 20. září 2002.

## Vlivy vBushově doktríně
Hlavní vliv na formování Bushovy doktríny měli:
- ideologie neokonzervatismu[6][7]
- think tanky jako Projekt pro nové americké století (PNAC), jehož publikace mj. vybízely k sesazení Saddáma Hussajna již v lednu 1998
- podobně smýšlející politici a vysocí státní úředníci jako Dick Cheney, Paul Wolfowitz, Donald Rumsfeld, Richard Perle, Condoleezza Riceová, Dan Quayle
- izraelští politici jako Natan Sharansky (ministr výstavby) nebo Ron Dermer (velvyslanec v USA)[8]

## Přijetí akritika
Bushova doktrína se „zhmotňovala“ a utvářela postupně (přibližně v průběhu jednoho roku – od poloviny září 2001 do stejného období v roce 2002). Mnoho jejích prvků bylo definováno prostřednictvím prezidentových výroků, ale existuje málo konkrétních dokumentů nebo materiálů, o nichž by se dalo říci, že tuto doktrínu přímo definují.
Bushova doktrína byla podle očekávání kladně přijata jak členy Bushovy administrativy, tak neokonzervativci, tak republikány.
V konečném výsledku ale sklidila spíše kritiku, jako celek i v jednotlivých otázkách; a to jak v USA tak na mezinárodním poli. Na téma byly napsány knihy několika desítek autorů a publikováno nesčetné množství názorů, sloupků a fejetonů v tisku.
Obecně bylo doktríně vytýkáno, že znamená bezprecedentní odklon od historicky uplatňované americké zahraniční politiky, jež ctila multilateralismus a nezahajování válek, mimo případ, kdy by Spojené státy byly samy napadeny jinou zemí a válku by schválil americký Kongres (v souladu s oddílem č. 8 americké ústavy).